# Козачий Гай (зупинний пункт)
Козачий Гай — пасажирський зупинний пункт Дніпровської дирекції Придніпровської залізниці на лінії Павлоград I — Синельникове I між станціями Зайцеве (5 км) та Синельникове I (16 км). Розташований поблизу однойменного села Синельниківського району Дніпропетровської області.

## Пасажирське сполучення
До 22 серпня 2023 року мав назву зупинний пункт 1017 км.
На платформі Козачий Гай зупиняються приміські електропоїзди до станцій Лозова, Синельникове I та Дніпро-Головний.